# Ратево
Ратево или Ратово (на македонска литературна норма: Ратево) е село в Северна Македония, община Берово.

## География
Селото е разположено в историческата област Малешево.

## История
В края на XIX век Ратево е предимно българско село в Малешевска каза на Османската империя. Църквата „Свети Апостоли“ е от втората половина на века. В „Етнография на вилаетите Адрианопол, Монастир и Салоника“, издадена в Константинопол в 1878 година и отразяваща статистиката на населението от 1873 година, Ратово (Ratovo) е посочено като село с 90 домакинства, като жителите му са 360 българи.
Според статистиката на Васил Кънчов („Македония. Етнография и статистика“) от 1900 година Ратово е населявано от 560 жители българи християни и 130 цигани.
Според патриаршеския митрополит Фирмилиан в 1902 година в Ратево има 62 сръбски патриаршистки къщи. По данни на секретаря на Българската екзархия Димитър Мишев („La Macédoine et sa Population Chrétienne“) през 1905 година в Ратево има 640 българи екзархисти и функционира българско училище.
При избухването на Балканската война в 1912 година 16 души от Ратево са доброволци в Македоно-одринското опълчение.
Според преброяването от 2002 година селото има 844 жители, всички македонци.
| Националност     | Всичко |
| северномакедонци | 844    |
| албанци          | 0      |
| турци            | 0      |
| роми             | 0      |
| власи            | 0      |
| сърби            | 0      |
| бошняци          | 0      |
| други            | 0      |

На 20 януари, Свети Йоан Кръстител, се провежда карнавала Бамбурци, в който жителите носят маски от животински кожи за прогонване на лошите духове.

## Личности
Родени в Ратево
- Александър Ратевски (1891 – 1921), деец на ВМРО, загинал в сражение със сръбски части[9]
- Гаврил Василев Аврамов  (1974 – след 1943), български революционер
- Георги Белчев (? – 25 май 1925), български революционер, деец на ВМРО[10][11]
- Георги Чангулов, български революционер, деец на ВМРО[12]
- Глигор Гърков, български революционер, през февруари 1903 година се сражава с турска войска при Разловци[13] като негов секретар е Велян Гурджев[13]
- Иван Петров, македоно-одрински опълченец, 22-годишен, четата на Лазар Делев[14]
- Иван Странджата (? – 1914), български революционер
- Костанди Мишов, български революционер, деец на ВМРО[11]
- Никола Брандев, български революционер, деец на ВМРО[11]
- Павел Атанасов, български революционер от ВМОРО, четник на Никола Андреев[15]
- Тимо Портарев, български революционер, деец на ВМРО[12]